# 和島岩吉

和島 岩吉（わじま いわきち、1905年〈明治38年〉8月5日 - 1990年〈平成2年〉5月13日）は、日本の弁護士、大阪府羽曳野市名誉市民。和島法律事務所所長。大阪弁護士会会長、日本弁護士連合会人権擁護委員長、日本弁護士連合会会長を歴任。和島陶牛名義による句集もある。

## 略歴
大阪府南河内郡埴生村（現・羽曳野市向野）で馬肉卸商の家庭の三男として生まれる。
苦学して専検に合格。1928年、松江高等学校文科乙類卒業。1931年に京都帝国大学法学部を卒業。同年、弁護士を開業。加藤老事件、徳島ラジオ商殺し事件、狭山事件、甲山事件などで弁護活動を行う。
1946年、部落解放大阪青年同盟委員長。1953年、大阪府同和事業促進協議会会長。長兄の為太郎とは反対に、1960年代後半の組織分裂に際して部落解放同盟側に残る。1973年、日弁連会長。1985年、大阪人権歴史資料館（現・大阪人権博物館）初代理事長。

## 人物
宗教は浄土真宗。趣味は文藝、囲碁、俳句、洋画。住所は羽曳野市恵我之荘。
多くの冤罪事件に関わった。1975年、勲二等瑞宝章受章。1981年、松本治一郎賞受賞。
羽曳野市のギャラリーはびきのでは、2015年6月13日から同年8月9日まで和島コレクション展が開催された。和島岩吉が収集し、寄贈した仏像や絵画、刀剣などの美術工芸品約400点の中から選んだ彫刻の名品を展示した。

## 家族・親族
和島家
- 妻（1910年 - ?）[4]
- 子[4]
- 長兄・為太郎（1900年8月22日 - ?） - 部落解放運動家で向野水平社の指導者で、戦後は部落解放同盟を経て、1960年代後半の組織分裂に際して部落解放同盟と袂を分かち、全解連大阪府連の結成に参加した。